# Manipal

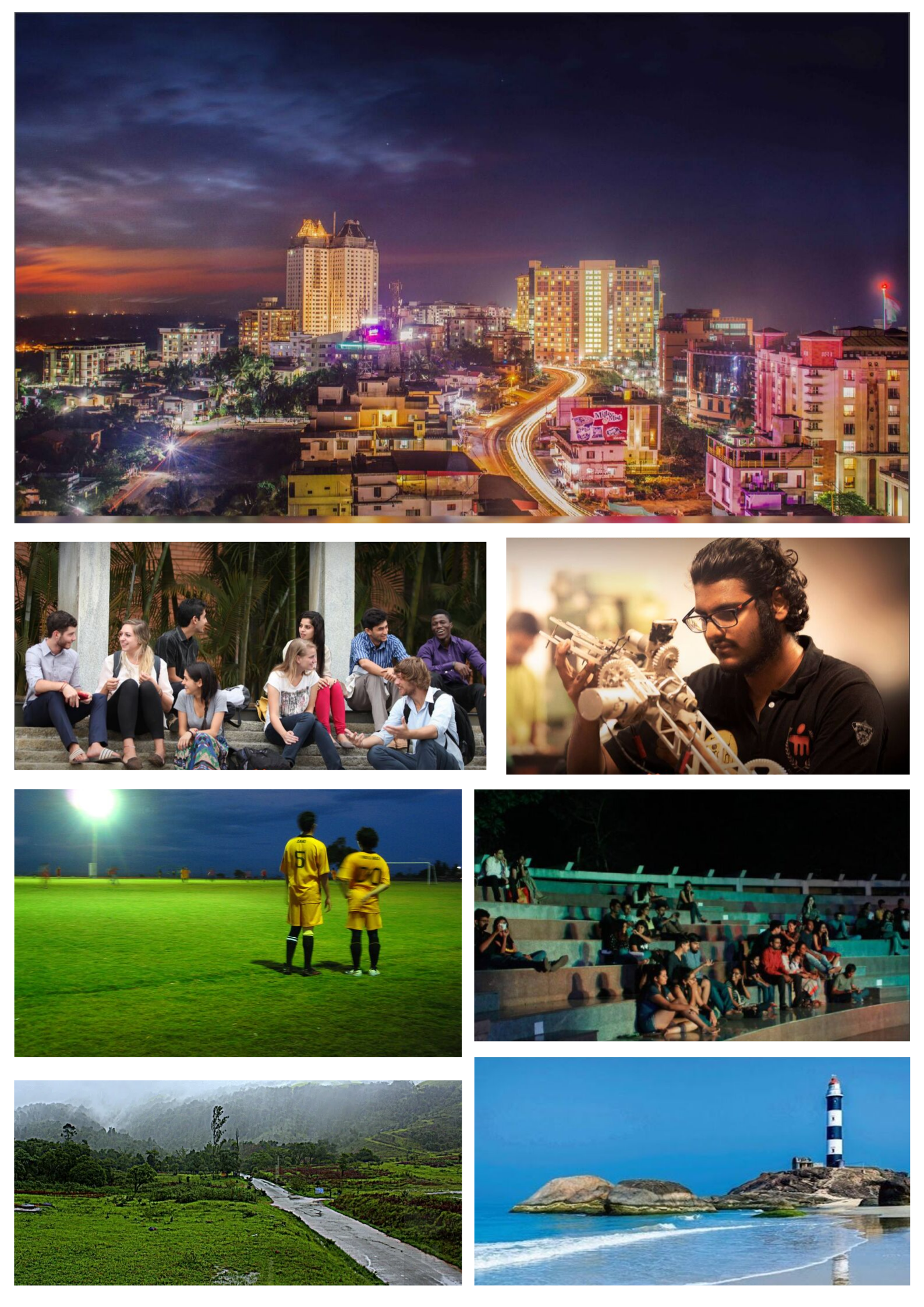

Manipal (/mʌnipɑl/ , Kannada- , Konkani-  Toulou- , dérivé de  ‘manna’ qui signifie ‘boue’ et ‘palla’ qui signifie ‘lac’) est une ville universitaire en Inde, dans la région de la côte sud-ouest, située dans l’état du Karnataka et administrée par le district d’Udupi. Manipal est proche de la mer d’Arabie et des ‘Westerns Ghats’. La ville est centrée autour de l’université Manipal Academy of Higher Education. Elle accueillit plus de 25 mille étudiants de divers pays chaque année. Manipal est aussi le siège international de Syndicate Bank. 
La ville a été fondée par l’éducateur et le philanthrope Dr. T.M.A. Pai (Tonse Madhava Ananth Pai) qui était aussi l’un des architectes du Karnataka moderne. En établissant une ville éducative, de petites industries et d’établissements bancaires, il a transformé ce qui n’était jadis qu’un terrain rocheux en un pôle éducatif  international renommé en Inde.

## Géographie
Manipal est située sur la partie de Karnataka côtière, 62,8 km nord de Mangalore et à 5 km de l’est d’Udupi. Située sur un plateau à 73 m d’altitude, Manipal est à 8 km l’est de la mer d’Arabie et au long de la périphérie des Western Ghats. Au nord, la rivière Swarna serpente le plateau de Manipal, visible depuis la falaise d’End Point. 

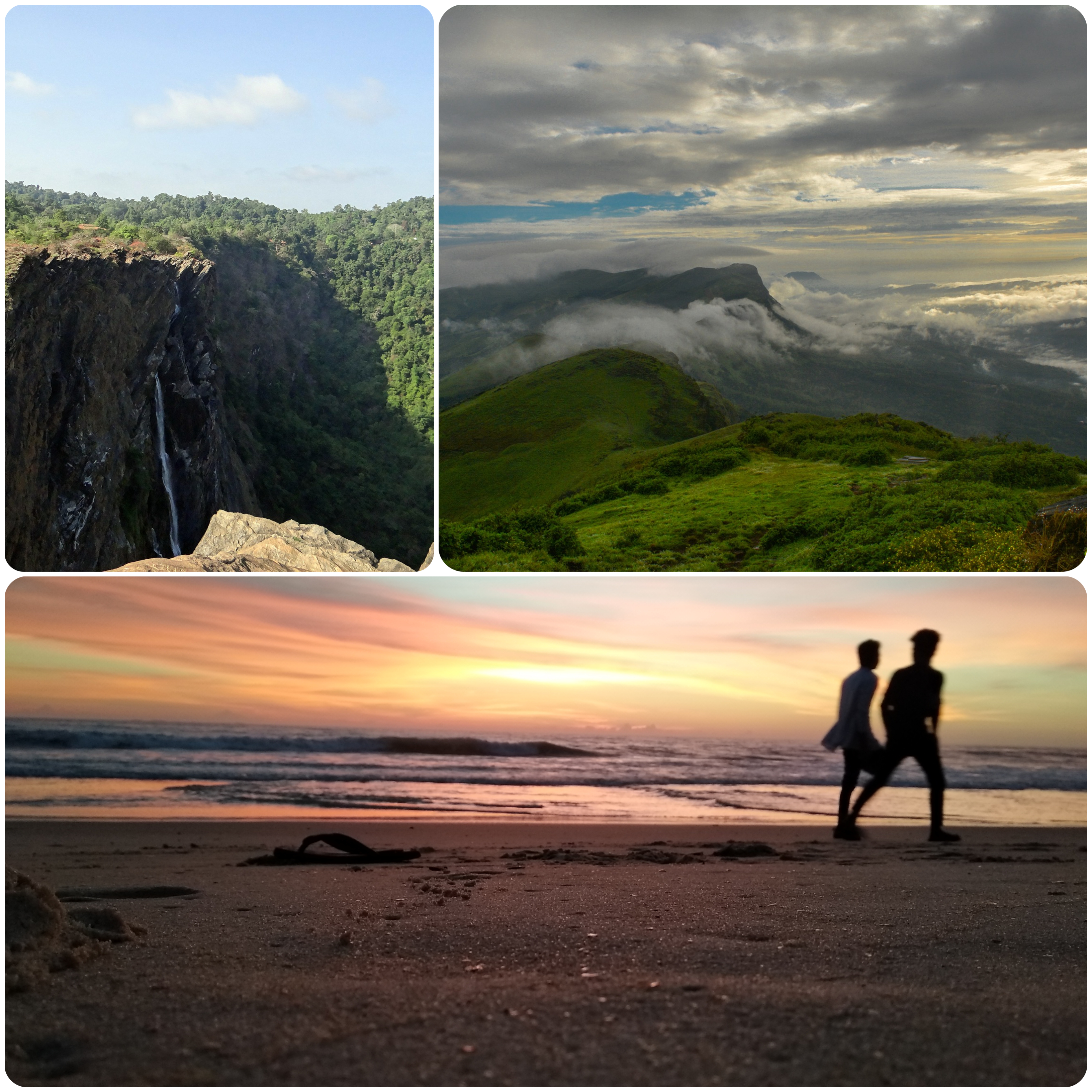
La Mer d'Arabi Western Ghats

## Histoire

Manipal était au début partie du village de Shivalli, avant de devenir une partie de la ville d'Udupi aujourd’hui. Le nom «Manipal» est dérivé de «mann» et «palla» qui a donné son nom actuel Manipal. C'était à l'origine une parcelle vide de terrain vallonné. Il s'est transformé en ce qu'il est aujourd'hui à partir de 1953, quand T. M. A. Pai établit la première école de médecine privée en Inde, le Kasturba Medical College qui s’est évolué au cours des années en une des universités les plus renommées en Inde, la Manipal Academy of Higher Education  (MAHE). Aujourd’hui MAHE offre 218 programmes comprenant de divers domaines. MAHE accueilli des étudiants de plus de 60 pays du monde.

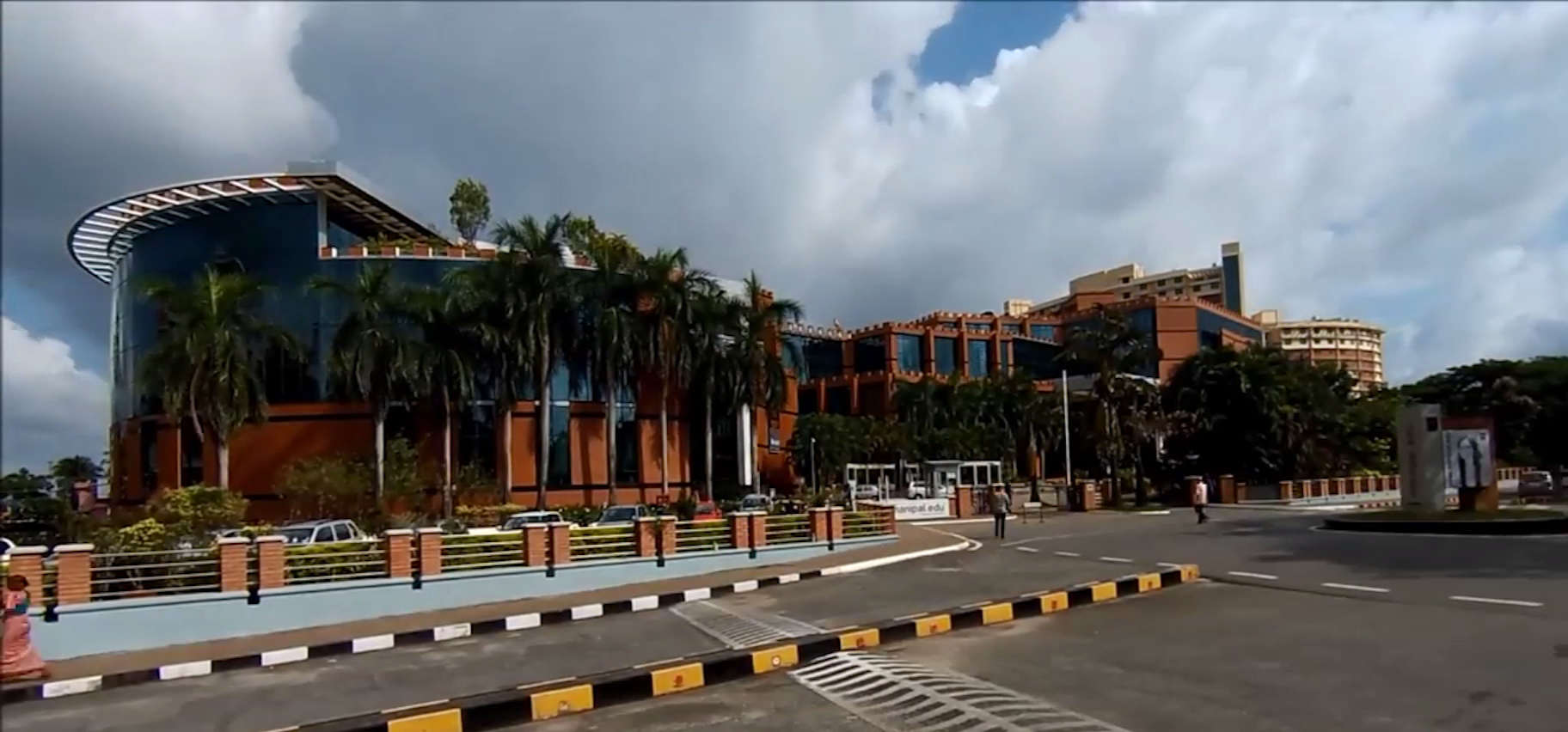

## Climat
Manipal a un climat essentiellement tropicale. De septembre à février, Manipal a les températures en moyenne 27 °C. De juin à août, Manipal a des moussons très fortes, avec des précipitations annuelles entre 500 et 560 cm. Les mois de mars à mai sont chauds et humides et les températures quotidiennes atteignent généralement les 35 °C. Le mois d’avril est le plus chaud de l'année.

## Infrastructure
Transport
- Chemins de Fer - Manipal est bien relié par les chemins de fer et la gare la plus proche est située à environ quatre kilomètres à l’ouest de Manipal, à Udupi.
- Transport Aérien - L’aéroport international le plus proche celui de Mangalore, situé à environ 62 km au sud de Manipal.
- Autoroute - Manipal est relié aux villes et états voisins via plusieurs autoroutes. La principale forme de transport public dans la ville dépend largement des réseaux d’autobus privés ainsi que des autobus publics.

## Lieux d’intérêts
- End Point

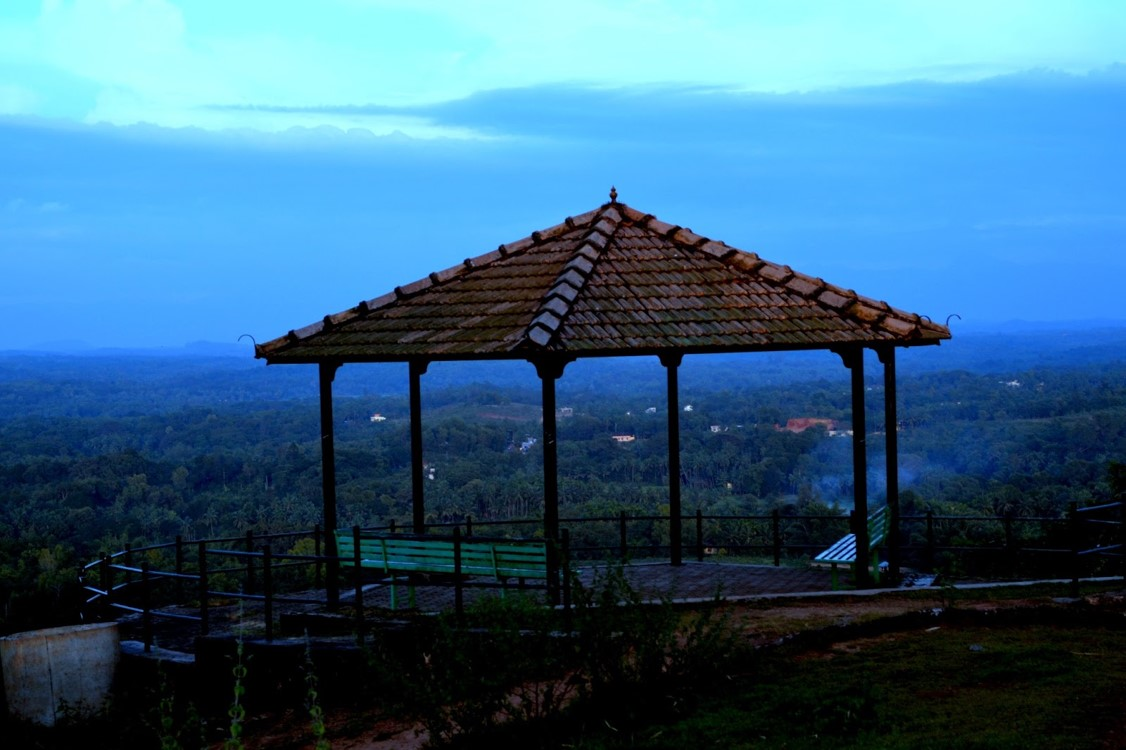
End Point

Situé à l'extrémité de la ville, la falaise donne sur la rivière Swarna, avec ses parcs verdoyants et ses terrains de football parfaits. End Point attire centaines de personnes tous les jours qui y font de diverses activités sportives et se profitent de belles vues de nature. Les heures de pointe sont de 17h00 à 18h00, ce qui en fait un lieu de visite si à Manipal. 
- Manipal Lake

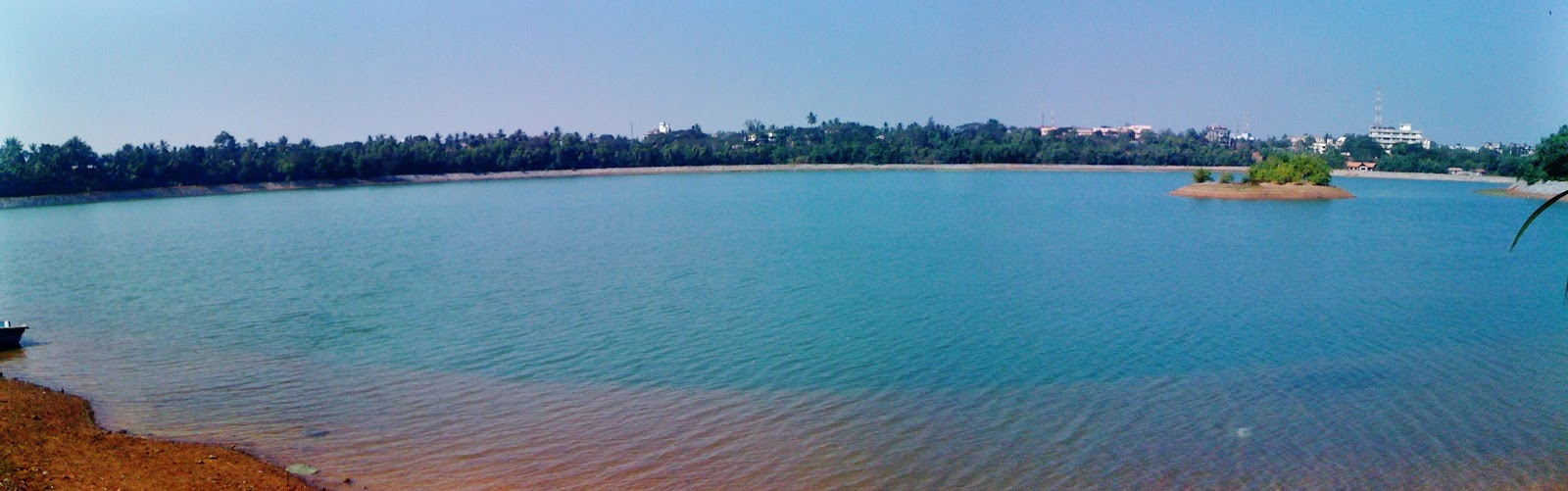
Manipal Lake

Le lac éponyme du nom de  la ville est situé au cœur de la ville, le lac de Manipal est un endroit pittoresque pour les étudiants et les résidents de Manipal. Le lac a été formé après que la terre a été retirée de la zone pour la fabriquer en tuiles. Ainsi, la zone dégagée a entraîné la formation d'un lac lorsque la pluie s'est déversée. Le lac est une destination touristique importante pour beaucoup qui visitent la région de Manipal. Avec des installations telles que la navigation de pagaie et d'autres l'augmentation des visiteurs quotidiens peut être observée.
- Heritage Village

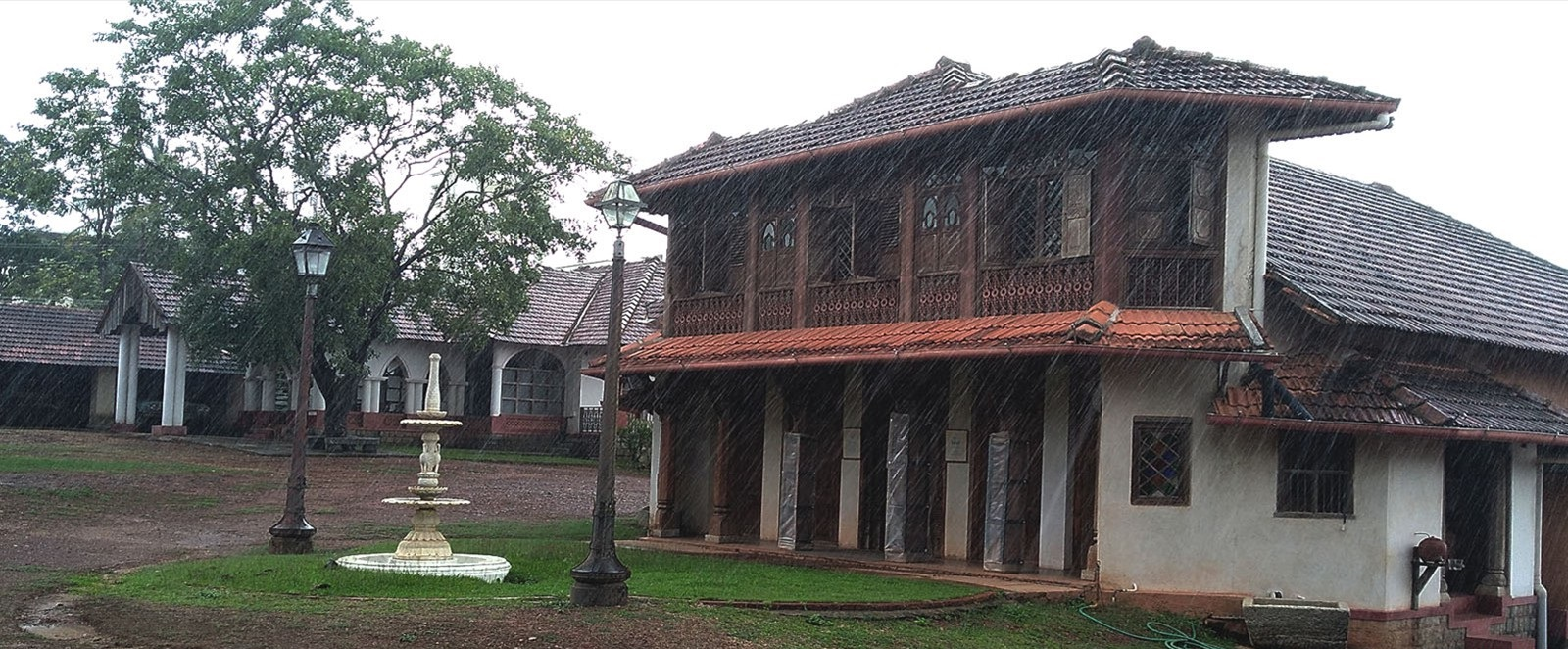
Heritage Village

La mise en place était la vision et la mission de M. Vijaynath Shenoy qui était un banquier de profession et un fervent admirateur de l'histoire et collectionneur d'important morceaux démantelé du patrimoine, même dans sa plus petite forme. Le village est une collection de maisons démantelées qui ont été recueillies et plus tard refabriquées dans sa forme proche de l'original. Le village est un témoignage de dur labeur et de douleur qu'un homme a pris pour relier les gens avec leur passé perdu depuis longtemps qui était jeté est dans l'agitation de la modernisation. La période de l'après-mousson est l'un des moments forts pour visiter le village du patrimoine, car ils ouvrent les maisons délicates pour la visite qui sont généralement fermées en raison de la peur des dommages causés par la pluie. Avec un spectacle nocturne en place, qui embellit le village du patrimoine, l'installation est un lieu incontournable pour tous ceux qui résident à Manipal. 
- Manipal Museum of Anatomy and Pathology (MAP)

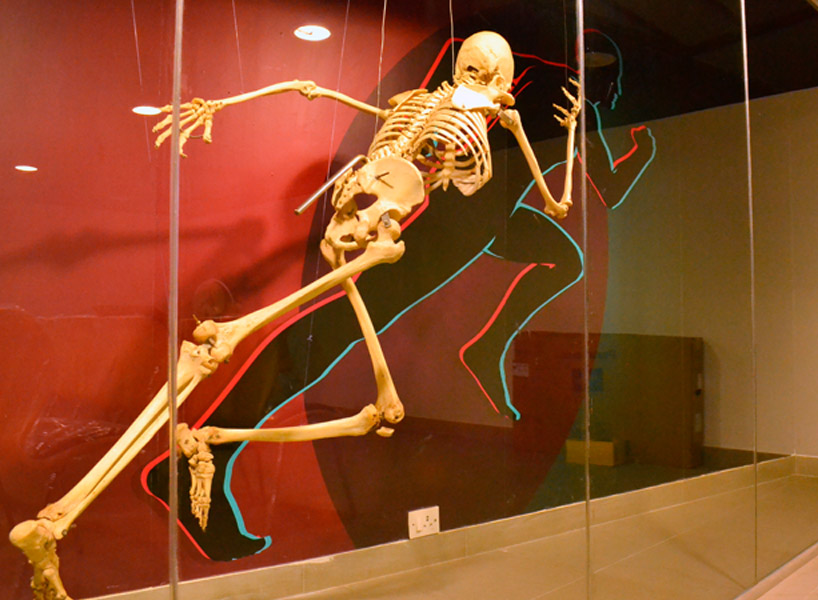

Le musée, fondé en 1956 et rénové en 2012, est reconnu comme le plus grand musée D'anatomie D'Asie, il se compose de plus de 1500 spécimens d'anatomie et de pathologie. Le musée est réparti sur les 20 000 m2. pieds et se compose d'une pathologie et d'une section anatomique abritant le squelette, des spécimens et des modèles d'organismes bien préservés. Avec sa facilité d'accessibilité et un design qui donne à l'observateur assez d'espace pour explorer et apprendre, la carte est ouverte pour les étudiants et les membres du corps enseignant de Manipal gratuitement et un petit supplément de visite pour les personnes qui ne sont pas dans ces deux catégories. 
- Smriti Bhavan

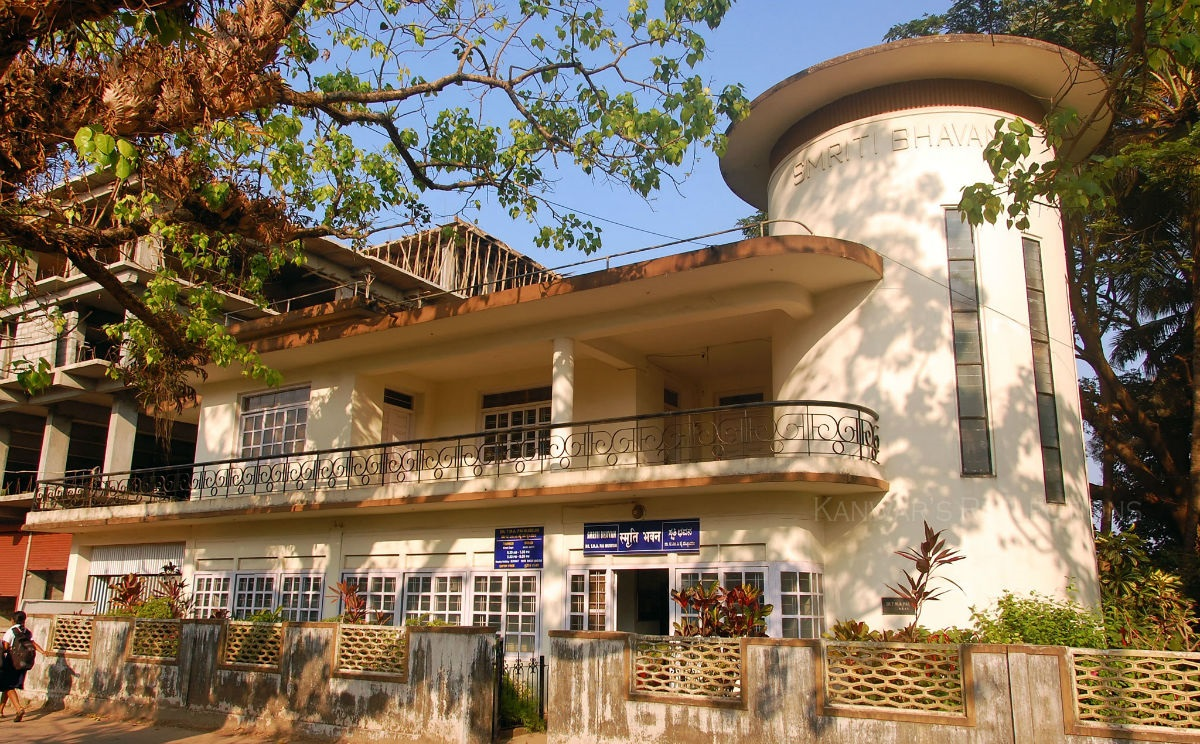

L'ancienne résidence du fondateur de L'Université de Manipal, le regretté Dr T. M. A. Pai, est aujourd'hui un musée qui présente la vie que le Dr Pai a vécue à travers des photos et des mémoires et des articles de journaux et de lieux d'où il a observé la montée de Manipal, la ville et l'Institut qu'il a construit à partir de terres arides à l'un des meilleurs instituts privés du pays. Basé sur sa vie et comment Manipal est devenu ce qu'il est maintenant le musée est maintenant une belle compilation des biens du Dr Pai et de l'histoire.